# Tamaria marmorata
Tamaria marmorata är en sjöstjärneart som först beskrevs av Jean-Louis Hardouin Michelin 1844.  Tamaria marmorata ingår i släktet Tamaria och familjen Ophidiasteridae. Inga underarter finns listade i Catalogue of Life.